# Tallinna JK Legion
Legion Tallinn (est. Tallinna Legion), pełna nazwa Tallinna Jalgpalli Klubi Legion – estoński klub piłkarski, mający siedzibę w mieście Tallinn, w stolicy kraju. Obecnie występuje w Esiliiga B.

## Historia
Chronologia nazw:
- 2008: Tallinna JK Legion – po fuzji Tallinna JK i Tallinna SK Legion

Klub Piłkarski Tallinna JK Legion został założony w miejscowości Tallinn 4 stycznia 2008 roku w wyniku połączania klubów Tallinna JK i Tallinna SK Legion. W sezonie 2008 startował w II liiga (D3), zajmując drugie miejsce w swojej grupie ida/põhi i awansując do Esiliiga (D2). W następnych trzech sezonach występował w pierwszej lidze. W 2011 zajął 9.miejsce i spadł do II liiga. W 2012 uplasował się na czwartej pozycji w grupie ida/põhi II liiga, które pozwoliło po reorganizacji systemu lig zakwalifikować się do nowo powstałej Esiliiga B (D3). W 2013 był siódmym. W 2014 zajął 10 miejsce i spadł do II liiga (D4). Po trzech latach w 2017 stał na czele podium hrupy ida/põhi, zdobywając awans do Esiliiga B. W następnym 2018 zdobył mistrzostwo ligi i zdobył promocję do Esiliiga. W 2019 znów został mistrzem, zdobywając historyczny awans do Meistriliiga.

## Skład na sezon 2022
Aktualny na dzień 30 lipca 2022.
| Nr | Poz. | Piłkarz              |
| -- | ---- | -------------------- |
| 1  | BR   | Ivans Baturins       |
| 4  | OB   | Vladislav Jegorov    |
| 8  | PO   | Daniel Fedotov       |
| 9  | PO   | Nikita Ivanov        |
| 11 | PO   | Aleksander Svedovski |
| 12 | OB   | Nikita Salamatov     |
| 13 | PO   | Pavel Dõmov          |
| 15 | OB   | Danil Pankov         |
| 17 | PO   | Nikita Grankin       |
| 20 | NA   | Stefan Tsendei       |
| 21 | PO   | Daniel Fedotov       |
| 22 | OB   | Aleksandr Nikolajev  |
| 25 | PO   | Leonid Arhipov       |

| Nr | Poz. | Piłkarz                                   |
| -- | ---- | ----------------------------------------- |
| 30 | OB   | Aleksandr Volodin                         |
| 31 | NA   | Ivan Timofejev                            |
| 33 | PO   | Nikolay Mashichev                         |
| 39 | NA   | Vladimir Ištšenko                         |
| 41 | BR   | Pavel Londak                              |
| 45 | NA   | Nikita Kondratski                         |
| 47 | OB   | Mathias Palts                             |
| 77 | PO   | Deniss Drabinko                           |
| 88 | NA   | Filipp Drabinko                           |
| 91 | NA   | Daniil Tarassenkov                        |
| 96 | PO   | Markus Vaherna                            |
|    | OB   | Erko Jonne Tõugjas (wyp. z Flory Tallinn) |

## Barwy klubowe, strój
| Czerwony | Niebieski |

Klub ma barwy czerwono-niebieskie. Zawodnicy domowe spotkania zazwyczaj grają w czerwonych koszulkach, czerwonych spodenkach oraz czerwonych getrach.

## Sukcesy

### Trofea międzynarodowe
Nie uczestniczył w rozgrywkach europejskich (stan na 31-05-2019).

### Trofea krajowe
| \| \| Zdobyte trofea w rozgrywkach Estonii (stan na: 31-12-2019) \| |                                                            |      |          |
| Rozgrywki                                                           | Osiągnięcie                                                | Razy | Sezon(y) |
| Mistrzostwo                                                         | I miejsce                                                  | 0    |          |
| Mistrzostwo                                                         | II miejsce                                                 | 0    |          |
| Mistrzostwo                                                         | III miejsce                                                | 0    |          |
| Mistrzostwo                                                         | ? miejsce                                                  | 1    | 2020     |
| Puchar                                                              | zdobywca                                                   | 0    |          |
| Puchar                                                              | finalista                                                  | 0    |          |
| Puchar                                                              | 1/8 finału                                                 | 1    | 2019     |
| II liga                                                             | I miejsce                                                  | 1    | 2019     |
| II liga                                                             | II miejsce                                                 | 0    |          |
| II liga                                                             | III miejsce                                                | 0    |          |
| Estonia                                                             | Zdobyte trofea w rozgrywkach Estonii (stan na: 31-12-2019) |      |          |

- II liiga/Esiliiga B (D3):
  - mistrz (1): 2018
  - wicemistrz (1x): 2008 (gr.ida/põhi)

## Poszczególne sezony

### Rozgrywki międzynarodowe

#### Europejskie puchary
Nie uczestniczył w rozgrywkach europejskich (stan na 31-05-2019).

### Rozgrywki krajowe
| \| Estonia \| Bilans występów klubu w rozgrywkach piłkarskich Estonii (Stan na 31 grudnia 2019 r.) \| \| |                                                                                      |        |       |   |   |   |    |    |     |                       |        |        |      |
| Poziom                                                                                                   | Rozgrywki                                                                            | Sezony | Mecze | Z | R | P | B+ | B– | Pkt | Lata                  | Awanse | Spadki | Naj. |
| I | Meistriliiga                                                                         | 1      |       |   |   |   |    |    |     | od 2020               | 0      | 0      | ?    |
| II | Esiliiga                                                                             | 4      |       |   |   |   |    |    |     | 2009–2011, 2019       | 1      | 1      | 1    |
| III | II liiga (gr.ida/põhi)/Esiliiga B                                                    | 5      |       |   |   |   |    |    |     | 2008, 2012–2014, 2018 | 3      | 1      | 1    |
| IV | II liiga (gr.ida/põhi)                                                               | 3      |       |   |   |   |    |    |     | 2015–2017             | 1      | 0      | 1    |
| V | IV liiga ida/põhi                                                                    | 0      |       |   |   |   |    |    |     | 0                     | 0      | 0      |      |
| | Puchar Estonii                                                                       | 10     |       |   |   |   |    |    |     | od 2010               | 0      | 0      | 1/8  |
| Estonia                                                                                                  | Bilans występów klubu w rozgrywkach piłkarskich Estonii (Stan na 31 grudnia 2019 r.) |        |       |   |   |   |    |    |     |                       |        |        |      |

## Struktura klubu

### Stadion
Klub piłkarski rozgrywa swoje mecze domowe na stadionie Kadriorg w Tallinnie, który może pomieścić 5.000 widzów.

### Inne sekcje
Klub prowadzi drużyny dla dzieci i młodzieży w każdym wieku oraz grupy dziewczęce.

### Sponsorzy
Sponsorem technicznym jest niemiecka firma Uhlsport. Sponsorami głównymi są krajowe firmy.

## Kibice i rywalizacja z innymi klubami

### Kibice
Klub ma jednych z nielicznych fanów w Estonii.

### Rywalizacja
Największymi rywalami klubu są inne zespoły z miasta.
- Tallinna FC Flora
- JK Tallinna Kalev
- Tallinna FCI Levadia
- Nõmme Kalju FC

### Derby
- Tallinna FC Flora
- JK Tallinna Kalev
- Tallinna FCI Levadia
- Nõmme Kalju FC